# Djent
Djent (pronunciación: jent) es un estilo musical derivado del heavy metal que se desarrolló como una variación del tradicional metal progresivo.
La palabra "djent" es una onomatopeya que emula el sonido que se produce al usar palm mute en una guitarra afinada muy grave y con distorsión, empleada por bandas como Meshuggah. El término fue acuñado inicialmente por su guitarrista principal, Fredrik Thordendal. Típicamente, la palabra se utiliza para referirse a la música que hace uso de este sonido, para el sonido en sí mismo, o para la escena que gira alrededor de ella.

## Desarrollo

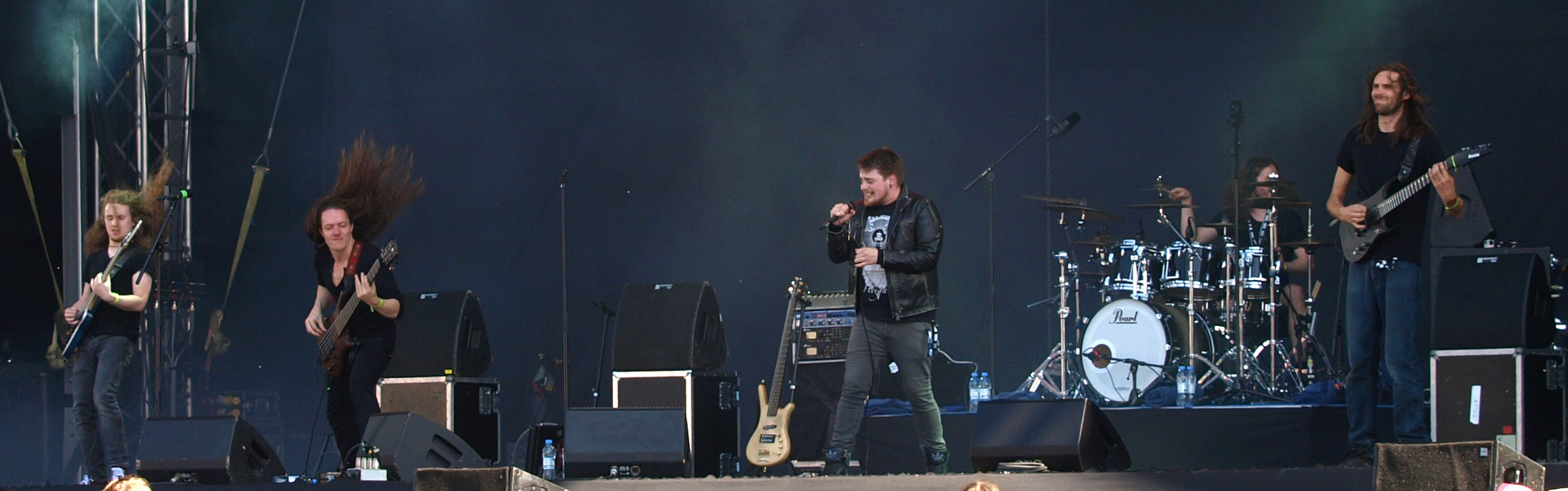
Tesseract en vivo en el Tuska Open Air 2013.

La banda sueca Meshuggah, son considerados los creadores de esta técnica. Sin embargo, la misma escena se desarrolló a partir de una comunidad de músicos entusiastas, como Misha Mansoor cuyo éxito con Periphery fue traer el djent "del mundo virtual al real". Otras bandas importantes en el desarrollo de la escena son Sikth, Animals as Leaders, Tesseract, Textures, entre otras. Poco a poco la escena creció rápidamente y miembros de la comunidad, incluyendo bandas como Chimp Spanner y Monuments, contribuyeron a la escena con giras internacionales y álbumes en el mercado. Otras bandas que a menudo son consideradas parte de la escena son Sirens, Gojira, After The Burial, Sleep Token, A Life Once Lost, Veil Of Maya, Plini, Halcyon, Glass Cloud, Vildhjarta, y Xerath. El grupo Born Of Osiris también se han descrito como inspirados por el movimiento. El Djent incluso tiene un género spin off conocido como Nu-Djent que combina el Nu metal con Djent. Bandas como Hacktivist, Smash Hit Combo y Devastator son algunas bandas de las primeras en este género.
En España el subgénero en si no se ha desarrollado demasiado, pero sí existen algunas bandas que han incluido elementos de djent en su música. Algunas de ellas son Coilbox, Demiurgo, Semper, V3ctors y G-noma.

## Características
Djent como un estilo, se caracteriza por la progresiva complejidad, rítmica y técnica. Se caracteriza por usar fuertes distorsiones de guitarra, acordes de palm mute, riffs sincopados y polirrítmicos acompañados de solos. En algunos casos, los grupos también se caracterizan por tener un sonido muy moderno con muchos elementos electrónicos o industriales, como es el caso de Animals as Leaders, Smash Hit Combo o Periphery. Otra característica común es el uso de la gama extendida de guitarras de siete, ocho o más cuerdas, en concreto en la escena del deathcore progresivo.

## Recepción
Algunos miembros de la comunidad del metal han criticado el término 'djent', o bien tratándolo como una moda efímera, condenándolo abiertamente, o cuestionando su validez como género. En respuesta a una pregunta sobre el 'djent', el vocalista de Lamb of God Randy Blythe declaró: "No hay tal cosa como el 'djent', no es un género." En una entrevista con Guitar Messenger, el guitarrista de Periphery, Misha Mansoor comentó al respecto:

Yo estaba buscando equipo que fuera djenty. Yo estaba como: "¿Estas pastillas son djenty?" Por alguna razón se volvió popular, pero completamente en el camino equivocado, porque la gente piensa que es un estilo de música y que creo que es un estilo de música que yo hago.

Durante una entrevista con got-djent.com, Thomas "Drop", el guitarrista de Sybreed, declaró: "En primer lugar, no me gusta mucho el término 'djent', No suena como 'djent-djdjdjent', suena más como un loco pato, 'cuac-quaquaquack'.
Tosin Abasi de Animals as Leaders también adopta una visión más favorable del término, declaró que existen características específicas que son comunes en las bandas "djent", por lo tanto, lo que implica el uso legítimo del término como género. Mientras que indica que él, personalmente, se esfuerza por no prescribir a los géneros, hace que el punto de que un género se define por la capacidad de asociar las características comunes entre los diferentes artistas. De esta manera, es posible ver djent como un género que describe un nicho particular de metal moderno y progresivo.